# الكمة (السدة)

تعديل مصدري - تعديل

الكمة محلة تابعة لقرية مريوم، التابعة لعزلة بني الحارث بمديرية السدة إحدى مديريات محافظة إب في الجمهورية اليمنية.، بلغ تعداد سكانها 58 حسب تعداد اليمن لعام 2004.